# 雷特尔特
雷特尔特是德国莱茵兰-普法尔茨州的一个市镇。总面积5.80平方公里，总人口459人，其中男性219人，女性240人（2011年12月31日），人口密度79人/平方公里。